# Сінопська фортеця
Сіно́пська форте́ця (Sinop Kalesi) — історичний замок у Сінопі, Туреччина. 

## Розташування
Замок розташований у Сінопі в районі провінції Сіноп. Історична в'язниця фортеці Сіноп розташована в замку.

## Історія
Фортецю Сіноп побудували у 8-му столітті іммігранти з Мілету. Генуезці покращили фортецю. Замок був включений до попереднього списку Світової спадщини ЮНЕСКО 2013 року. Замок реставрували, починаючи з 2019 року.
Фортецю неодноразово атакували українські козаки.

## Архітектура
Довжина бастіонів і стін — 2000 метрів. Бастіони шириною 8 метрів і висотою 25 метрів.

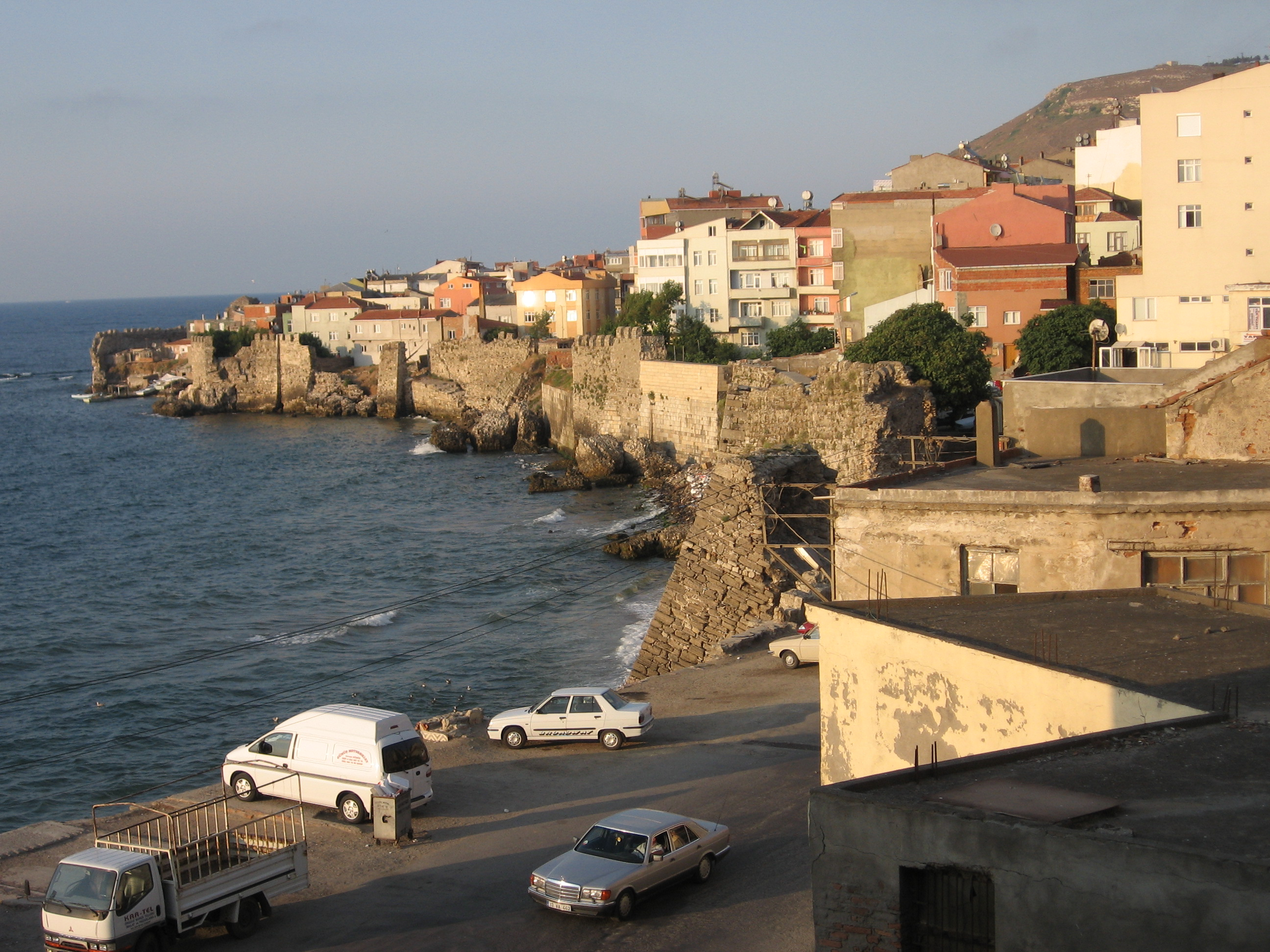
Північні стіни
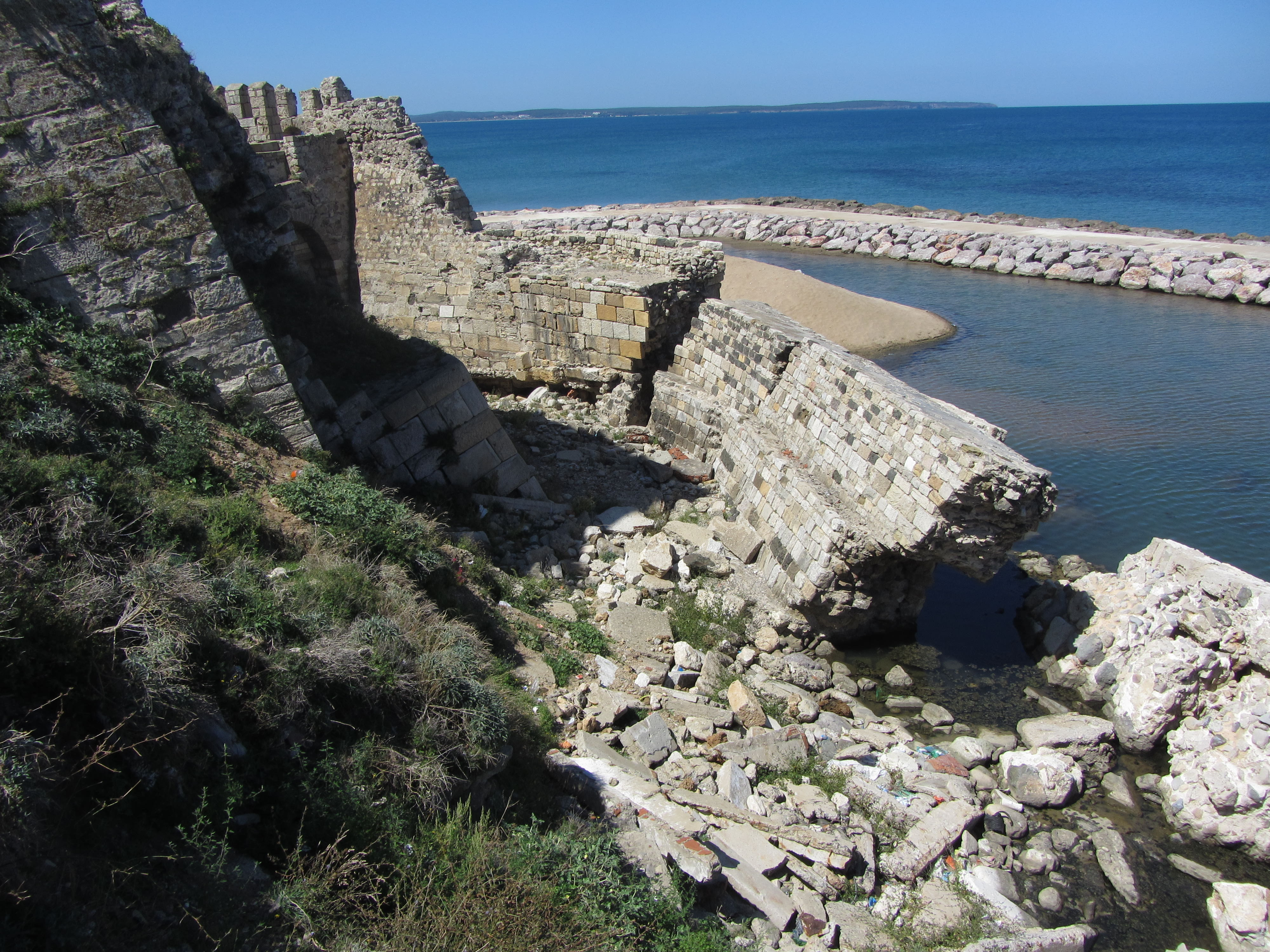
Руїни